# Prossedi
Prossedi – miejscowość i gmina we Włoszech, w regionie Lacjum, w prowincji Latina.
Według danych na rok 2004 gminę zamieszkiwały 1273 osoby, 35,4 os./km².